# Йодопирон
Йодопиро́н — Повидон-йод+Калия йодид, Йодопирон, Йодопироновая мазь, Сульйодовизоль, Сульйодопирон, Iodopironum, Iodopiron, Povidone-Iodine+Potassium iodine — смесь комплекса поливинилпирролидон-йода с йодидом калия (содержит активный йод 6—8 %).

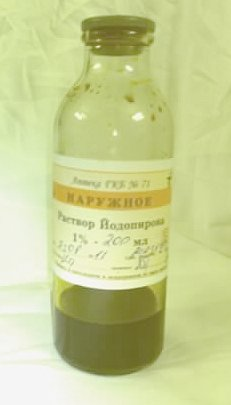
Раствор йодопирона в бутылке

Антисептическое средство. Обладает бактерицидной активностью в отношении эшерихий, золотистого стафилококка, протея.
Применяется в медицине в качестве кожного антисептика, при лечении гнойных ран, обеззараживания операционного поля и обработки локтевых сгибов доноров.

## Фармакологическое действие
Антисептическое средство, при местном применении оказывает бактерицидное (в отношении широкого спектра грамположительных и грамотрицательных микроорганизмов, в том числе антибиотикорезистентных штаммов кишечной палочки, золотистого стафилококка и протея), фунгицидное и противовоспалительное действие. Мазь обладает высокой осмотичностью.

## Показания
- Аэрозоль — ожоги II-IIIa ст., инфицированные раны; в проктологии (предоперационная подготовка прямой кишки, профилактика гнойных осложнений после общепроктологических и пластических операций); в акушерстве и гинекологии (предоперационная подготовка, профилактика гнойных осложнений, санация родовых путей и др.).
- Мазь — острые гнойные заболевания (I фаза раневого процесса), сопровождающиеся обильным гноетечением: постинъекционные абсцессы, флегмоны, маститы, панариции, фурункул, карбункул, нагноившаяся атерома, липома, парапроктит; гнойные послеоперационные раны в хирургии, травматологии, акушерстве, гинекологии, остеомиелитические флегмоны, гнойные свищи, гидраденит. Хронические гнойные заболевания: трофические язвы, пролежни, хронический остеомиелит, термические ожоги.
- Раствор — обеззараживание рук хирурга, операционного поля, хирургических перчаток и локтевых сгибов доноров; ожоги, гнойные и инфицированные раны, остеомиелит.

## Противопоказания
Гиперчувствительность.

## Дозирование
Наружно, местно — раствор, мазь, аэрозоль.
Раствор
(готовят непосредственно перед употреблением из 1 % раствора): в качестве кожного антисептика для обработки рук хирурга применяют 0,1 % (по активному йоду) растворы (5 мл); операционное поле протирают салфеткой, смоченной в растворе; при обширных ожогах больного погружают в ванну с раствором 1:32 или 1:50 на 10—15 мин. Для комплексного лечения гнойных ран, обеззараживания операционного поля и обработки локтевых сгибов доноров — 0,5 и 1 % (по активному йоду) растворы йодопирона.
Мазь

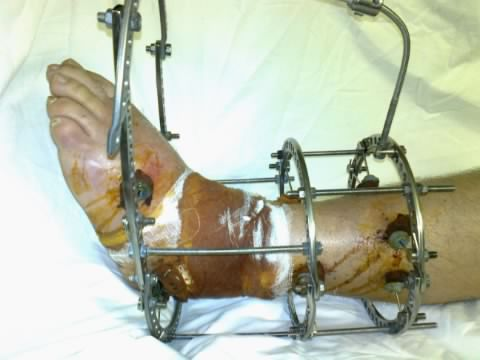
Применение раствора йодопирона при лечении ран

для лечения раневых процессов с обильным гнойным отделяемым применяют после хирургической обработки гнойного очага с тщательным удалением всех некротических тканей, ликвидацией всех слепых гнойных затёков и обработки ран 3 % раствором перекиси водорода. Раны рыхло заполняют марлевыми тампонами, пропитанными мазью. Смену тампонов проводят ежедневно до прекращения воспалительного процесса, появления в ране грануляций и краевой эпителизации. Рекомендуемый расход мази на 1 перевязку при хорошей индивидуальной переносимости не должен превышать 150—200 г. С профилактической целью на раневую и ожоговую поверхности, а также на область послеоперационных швов мазь накладывают тонким слоем и закрывают стерильными марлевыми салфетками. Перевязку проводят по мере необходимости.
Аэрозоль
Перед применением аэрозольный баллон несколько раз встряхивают, снимают предохранительный колпачок, на шток клапана надевают насадку, подводят её конец к поражённому участку и плавно нажимают на голову насадки. При нажатии до упора за 1—2 с из баллона выходит 50—100 мл пены, в которых содержится 0,5—1 г йодовидона или йодопирона. Баллоном не пользуются в перевёрнутом виде. При лечении ожогов и ран пену наносят равномерным слоем, толщиной 1—1,5 см, 1—2 раза в сутки. Для подготовки прямой кишки к операции (вечером), за 15—20 мин до операции и после её завершения вводят 50-100 мл (1—2 нажатия) пены, а затем — в течение 5—7 дней. В акушерстве и гинекологии — в количестве 50—100 мл. Перед каждым применением насадку промывают кипячёной водой или кипятят в течение 5 мин.

## Побочное действие
Сухость кожи, кожный зуд. Аллергические реакции (гиперемия кожи, крапивница). При нанесении на обширную раневую поверхность возможно быстропроходящее жжение, которое вскоре исчезает. При попадании мази на слизистую оболочку рекомендуется смыть её водой.